# Station Chocznia Górna
Station Chocznia Górna is een spoorwegstation in de Poolse plaats Chocznia.